# Музей на ретро автомобили (Капатово)
Музеят на ретро автомобили и мотоциклети е музей в село Капатово, община Петрич, област Благоевград, където са експонирани автомобили и мотоциклети, произведени в периода от 1912 година до 80-те години на ХХ век. Създаден е през 2022 г.

## Колекция
Експозицията на музея, която е на площ от 700 m2, включва 30 ретро автомобила и 14 ретро мотоциклета, като сред тях има изключителни за Източна Европа експонати. Автомобилите са разделени в четири сектора – постсъветски, западноевропейски, мерцедеси и американски.
Най-старият автомобил в колекцията е „Форд“ от 1912 година, създаден една година преди въвеждането на поточната линия от Хенри Форд. Автомобилът е с автентичен подпис на внучката на създателя на марката – Лиза Форд.
Сред най-ценните експонати е „Мерцедес Бенц“, модификация Pullman Landaulet, който по времето на социализма е ползван от Управлението за безопасност и охрана (днес Национална служба за охрана). От въпросния модел са произведени едва 59 автомобила в периода между 1963 г. и 1981 г., като до наши дни са запазени единици.

## Експонати
- Форд T, 1912 г.
- Пиърс-Ароу 4-dr, 1929 г.
- Рено Monastella, 1930 г.
- Пакард Super Clipper, 1947 г.
- ЗИС 110Б, 1951 г.
- ЗИС 110, 1952 г.
- Мерцедес-Бенц 180 W120, 1953 г.
- ГАЗ M21 Волга, 1959 г.
- Мерцедес-Бенц 300d Adenauer, 1960 г.
- Месершмит 200, 1961 г.
- Ягуар E-type, 1965 г.
- Волво 144, 1971 г.